# Gancheop
Pour plus de détails, voir Fiche technique et Distribution.
Gancheop (간첩) est un film sud-coréen réalisé par Woo Min-ho, sorti en 2012.

## Synopsis
Kim Myeong-min a 39 ans et vit avec sa femme et ses deux enfants. Il est manager dans une entreprise vendant du Viagra contrefait en provenance de Chine. Mais avec trois camarades, il est en réalité un agent secret nord-coréen qui a été envoyé en mission dix ans plus tôt.

## Fiche technique
- Titre : Gancheop
- Titre original : 간첩
- Titre anglais : The Spies
- Réalisation : Woo Min-ho
- Scénario : Woo Min-ho
- Photographie : Kim Hak-soo
- Montage : Kim Chang-ju
- Production : Jo Sung-min
- Société de production : Woollim
- Pays :  Corée du Sud
- Genre : Action, comédie et espionnage
- Durée : 115 minutes
- Dates de sortie : 
  - Corée du Sud : 20 septembre 2012

## Distribution
- Kim Myung-min : le chef de section Kim
- Yum Jung-ah : l'assistant-manager Kang
- Byun Hee-bong : le conseiller Yoon
- Jung Gyu-woon : l'assistant-manager Woo
- Yoo Hae-jin : le chef du département Choi
- Jung Man-sik : le chef de section du NIS
- Chun Bo-geun : le fils de Kim
- Oh Kwang-rok : l'homme sur le banc (caméo)

## Box-office
Le film a rapporté 8 304 356 dollars au box-office.